# Über sieben Brücken
Über sieben Brücken ist das zweite Album der deutschen Rockgruppe Karat aus dem Jahr 1979, das in der DDR erschien. Es erschien unter dem Namen Albatros mit geringfügig veränderter Titelliste in der Bundesrepublik Deutschland.

## Inhalt
Das Album öffnet mit einer rockigen Dreiersuite, bestehend aus der Synthesizerkomposition Introduktion, dem Rock ’n’ Roll He, Mama und dem Blues. Es folgt der Hardrocksong Wilder Mohn. Danach werden mit dem instrumentalen Stück Musik zu einem nichtexistierenden Film, einer Komposition für E-Gitarre und Sinfonieorchester, ruhigere Töne angeschlagen. Das soulige Auf den Meeren fällt durch seine markante Basslinie auf, die sich hauptsächlich in achtelwertigen Oktavsprüngen bewegt und durch das ruhig gespielte Schlagzeug und sanfte Keyboardklänge getragen wird. Der ruhigen Grundstimmung der Strophen steht der kraftvolle Chorus entgegen, was Assoziationen zu den verschiedenen Seegängen weckt und Einheit von Text und Musik bezeugt. Mit dem Countrysong Das, was ich will befindet sich einer der kürzesten Karat-Titel auf Über sieben Brücken. Musikalisch interessant ist auch das Lied „Gewitterregen“, das von seiner eigenartigen Rhythmik lebt. Der schwelgende 7/8-Rhythmus, gepaart mit 3/4- und 3/8-Rhythmen, steht in seiner Verspieltheit im Kontrast zu dem sich im Viererschlag befindlichen Refrain. Nicht nur die Rhythmik, sondern auch das Arrangement sind von der bulgarischen Folklore maßgeblich beeinflusst. Der Text ist als Schilderung einer beinahe grotesken, traumhaften sommernächtlichen Szene eng mit der verspielten musikalischen Gestaltung verbunden. Gewitterregen blendet direkt in den Titel Albatros über, welcher eine Spielzeit von über acht Minuten hat. Hier wird ein gewaltiger Spannungsbogen erzeugt, der vom dünnen Synthesizerklang zu Beginn des Stückes bis zum monumentalen Orchestralwerk im Mittelteil reicht. Thematisch wird in Albatros der Gedanke der Freiheit behandelt, der vor allen Dingen in der DDR ob mangelnder Reisefreiheit durchaus auch politisch zu verstehen war. Mit Wenn das Schweigen bricht befindet sich ein weiterer Rocksong auf der Platte. Das Titellied Über sieben Brücken mußt du gehn wurde zum erfolgreichsten und bekanntesten Titel von Karat und gehört zu den populärsten deutschsprachigen Liedern überhaupt. 1980, ein Jahr nach dem Erscheinen der LP, wurde der Song von Peter Maffay gecovert.
Als Gastmusiker wirkte die Streichergruppe „Otto-Karl Beck“ bei den Liedern Musik zu einem nichtexistierenden Film und Albatros mit.
Als Singles wurden in der DDR die Titel Auf den Meeren mit Wenn das Schweigen bricht, Über sieben Brücken mußt Du geh’n mit dem Non-Album-Track Rockvogel und in der Bundesrepublik Deutschland Über sieben Brücken mußt Du geh’n mit Blues veröffentlicht.
Insgesamt konnte sich Über sieben Brücken (zusammen mit Albatros) knapp 800.000 Mal verkaufen. In der Bundesrepublik erhielt Karat 1984 für Albatros eine Goldene Schallplatte.

## Besetzung
- Herbert Dreilich (Gesang, 12-saitige Gitarre)
- Ulrich „Ed“ Swillms (Keyboards, Klavier)
- Bernd Römer (Gitarre, 12-saitige Gitarre)
- Michael Schwandt (Schlagzeug)
- Henning Protzmann (Bassgitarre, Gesang)

## Titelliste
| 1. Introduktion (Swillms) (1:23) 2. He, Mama (Swillms/Dreilich) (3:20) 3. Blues (Gruppe Karat/Dreilich) (2:42) 4. Wilder Mohn (Swillms/Kaiser, Dreilich) (4:10) 5. Musik zu einem nichtexistierenden Film (Swillms) (2:50) 6. Auf den Meeren (Swillms/Demmler) (6:00) 7. Das, was ich will (Dreilich/Dreilich) (1:00) 8. Gewitterregen (Swillms/Kaiser) (4:20) 9. Albatros (Swillms/Kaiser) (8:15) 10. Wenn das Schweigen bricht (Swillms/Kaiser) (5:10) 11. Über sieben Brücken mußt Du gehn (Swillms/Helmut Richter) (3:58) |

| 1. Introduktion (Swillms) (1:26) 2. König der Welt (Swillms/Demmler) (5:22) 3. Blues (Gruppe Karat/Dreilich) (2:43) 4. Wilder Mohn (Swillms/Kaiser) (4:13) 5. Musik zu einem nicht existierenden Film (Swillms) (2:51) 6. Auf den Meeren (Swillms/Demmler) (6:00) 7. Das, was ich will (Dreilich) (0:58) 8. Gewitterregen (Swillms/Kaiser) (4:18) 9. Der Albatros (Swillms/Kaiser) (8:11) 10. Wenn das Schweigen bricht (Swillms/Kaiser) (5:05) 11. Über sieben Brücken mußt Du gehn (Swillms/Richter) (3:48) |